# Barbaros, Tekirdağ
Barbaros là một thị trấn thuộc thành phố Tekirdağ, tỉnh Tekirdağ, Thổ Nhĩ Kỳ. Dân số thời điểm năm 2011 là 5.252 người.